# 세티모토리네세
세티모토리네세(이탈리아어: Settimo Torinese, 피에몬테어: Ël Seto)는 이탈리아 피에몬테주 토리노 광역시의 코무네이다. 세티모라는 이름은 "일곱 번째"를 의미하며, 토리노에서 7마일 떨어진 코무네에서 유래되었다. 세티모토리네세는 레이니, 마파노, 볼피아노, 브란디초, 산마우로토리네세, 가시노토리네세, 카스틸리오네토리네세 및 토리노의 다른 코무네와 접해 있다.
명소로는 중세 성(13 – 14세기)의 마지막 유적인 세티모(Settimo) 탑이 있으며, 대부분은 16세기에 전쟁으로 파괴되었다.